# Paolo Borgosano
Paolo Borgosano Cardullo (Messina, 4 augustus 1956) is een voormalig voetbalscheidsrechter uit Venezuela, die jarenlang actief was in de Primera División en werd geboren in Italië. Hij leidde meerdere duels in de Copa Libertadores in de periode 1994-2000. Hij was verder actief bij de strijd om de Copa América 1995 en Copa América 1997.

## Interlands
| Datum          | Wedstrijd                  | Uitslag | Competitie      | Kreeg geel | Kreeg voor de tweede keer geel en dus rood | Weggestuurd |
| -------------- | -------------------------- | ------- | --------------- | ---------- | ------------------------------------------ | ----------- |
| 11 juli 1995   | Bolivia – Verenigde Staten | 1 – 0   | Copa América    | 5          | 0                                          | 0           |
| 8 oktober 1996 | Uruguay – Bolivia          | 1 – 0   | WK-kwalificatie | 5          | 0                                          | 1           |
| 13 juni 1997   | Paraguay – Ecuador         | 0 – 2   | Copa América    | 4          | 0                                          | 0           |
| 27 juni 1997   | Mexico – Peru              | 1 – 0   | Copa América    | 4          | 0                                          | 0           |
| 5 juli 1997    | Chili – Colombia           | 4 – 1   | WK-kwalificatie | 2          | 0                                          | 0           |